# Камка (Холминська селищна громада)
Ка́мка — село в Україні, у Холминській селищній громаді Корюківського району Чернігівської області. Населення становить 330 осіб. До 2016 орган місцевого самоврядування — Камківська сільська рада.

## Географія
Село розташоване за 30 км від районного центру і залізничної станції Корюківка. Висота над рівнем моря — 168 м.

## Топоніміка
З розповідей старожилів, село пов'язане з ім'ям Андрія Камки.

## Історія
Засноване село в середині XVII ст.
У червні 1859 року селяни відмовились виконувати панські повинності. В село були надіслані царські війська і повстання було придушене. Семеро чоловік було засуджено і посаджено у в'язницю, одного з організаторів повстання Пантелея Андрейка було заковано у кайдани і відправлено до Сибіру.
У 1910 році побудована дерев'яна церква, яка була знесена радянськими атеїстами у 1936 році.
У 1914 році була побудована парафіяльна школа.
У Національній книзі пам'яті жертв Голодомору 1932—1933 років в Україні перелічено 2 жителів села, що загинули від голоду. За свідченнями очевидців:
|  | Голодомор був страшний: щодня вмирало по 10-20 людей. Люди мерли на ходу – ледве йшов чоловік, впав і вже мертвий. Їх не встигали ховати. Інколи трупи валялись на дорогах, під тином, у хаті. Ніхто з місцевої влади не стежив за цим. На кладовищі копали велику яму і зносили туди мерців. Часто прикопували їх прямо на тому місці, де знаходили. Навесні 1934 р. садили картоплю шалупаєчками, сіяли, хто чим міг. З колгоспу не давали нічого. Але з цих шалупаєчок виросла картопля, того року зібрали великий врожай. |

У Другій світовій війні на фронті та у партизанському русі брали участь 170 мешканці села, 109 з яких загинули.
У 1976 році закладено сільський парк. У селі відкрито краєзнавчий музей "Українська світлиця"
12 червня 2020 року, відповідно до розпорядження Кабінету Міністрів України № 730-р «Про визначення адміністративних центрів та затвердження територій територіальних громад Чернігівської області», увійшло до складу Холминської селищної громади.
19 липня 2020 року, в результаті адміністративно-територіальної реформи та ліквідації Корюківського району, увійшло до складу новоутвореного Корюківського району Чернігівської області.

## Історичні пам'ятки
На території села знаходиться курганний могильник ХІ ст.